# Ređenje
Ređenje je proces kojim se pojedinci posvećuju, to jest izdvajaju i uzdižu iz laičke klase u svećenstvo, koji su na taj način ovlašteni (obično od strane denominacijske hijerarhije sastavljene od drugih klera) za obavljanje različitih vjerskih obreda i ceremonija. Procesi i obredi ređenja razlikuju se ovisno o vjeri i denominaciji. Onaj tko se priprema ili prolazi kroz proces ređenja ponekad se naziva ordinandom. Liturgija tokom ređenja ponekad se također naziva ređenjem.